# Reprezentacja Białorusi na Mistrzostwach Świata w Narciarstwie Klasycznym 2009
Reprezentacja Białorusi na Mistrzostwach Świata w Narciarstwie Klasycznym 2009 liczyła 11 sportowców. Najlepszym wynikiem było 5. miejsce (Siergiej Dolidowicz) w biegu mężczyzn na 50 km.

## Medale

### Złote medale
Brak

### Srebrne medale
Brak

### Brązowe medale
Brak

## Wyniki

### Biegi narciarskie mężczyzn
Sprint
- Leanid Karnijenka – 40. miejsce (odpadł w kwalifikacjach)
- Aleksandr Łazutkin – 53. miejsce (odpadł w kwalifikacjach)
- Siarhiej Kuźmienka – 55. miejsce (odpadł w kwalifikacjach)

Sprint drużynowy
- Siarhiej Kuźmienka, Leanid Karnijenka – 20. miejsce

Bieg na 15 km
- Aleksandr Łazutkin – 60. miejsce

Bieg na 30 km
- Siarhiej Dalidowicz – 26. miejsce
- Aleksandr Łazutkin – 35. miejsce

Bieg na 50 km
- Siarhiej Dalidowicz – 5. miejsce
- Aleksandr Łazutkin – 32. miejsce
- Leanid Karnijenka – nie ukończył
- Siarhiej Kuźmienka – nie ukończył

### Biegi narciarskie kobiet
Sprint
- Wolha Wasilonak – 18. miejsce
- Wiktoryja Łapacina – 43. miejsce (odpadła w kwalifikacjach)
- Anastasija Dubarezawa – 61. miejsce (odpadła w kwalifikacjach)

Bieg na 10 km
- Alena Sannikawa – 28. miejsce
- Wolha Wasilonak – 34. miejsce
- Anastasija Dubarezawa – 60. miejsce

Bieg na 15 km
- Alena Sannikawa – 22. miejsce
- Wolha Wasilonak – 39. miejsce
- Kaciaryna Rudakowa – 44. miejsce
- Anastasija Dubarezawa – 55. miejsce

Bieg na 30 km
- Alena Sannikawa – 24. miejsce
- Kaciaryna Rudakowa – 32. miejsce
- Anastasija Dubarezawa – 41. miejsce
- Wolha Wasilonak – nie wystartowała

Sztafeta 4 × 5 km
- Wolha Wasilonak, Alena Sannikawa, Kaciaryna Rudakowa, Wiktoryja Łapacina – 10. miejsce

### Kombinacja norweska
Gundersen HS 134 / 10 km
- Iwan Sobolew – 51. miejsce

Start masowy (10 km + 2 serie skoków na skoczni K90)
- Iwan Sobolew – 53. miejsce

Gundersen (1 seria skoków na skoczni K90 + 10 km)
- Iwan Sobolew – 46. miejsce

### Skoki narciarskie mężczyzn
Normalna skocznia indywidualnie HS 100
- Iwan Sobolew – odpadł w kwalifikacjach